# Nybodtjärnen (Haverö socken, Medelpad)
Nybodtjärnen är en sjö i Ånge kommun i Medelpad och ingår i Ljungans huvudavrinningsområde. Sjöns area är 0,002 kvadratkilometer och den befinner sig 450 meter över havet.